# Persone di nome Giovanni Battista/Pittori
| Questa pagina contiene informazioni ricavate automaticamente dalle voci biografiche con l'ausilio del template Bio e di un bot. L'aggiornamento è periodico e automatico e ricostruisce completamente la pagina. Se manca una persona in questa lista, sei pregato di non aggiungerla, ma accertati piuttosto che la sua voce biografica contenga il template Bio e che i dati anagrafici siano correttamente compilati. Se il template Bio manca, inseriscilo tu stesso o, in alternativa, metti l'avviso {{tmp\|Bio}} che ne segnala la mancanza. Se i dati riportati sono sbagliati, correggi direttamente la voce biografica; le modifiche saranno visibili in questa lista entro pochi giorni. Per chiarimenti vedi il progetto biografie. La lista contiene solo le 111 persone che sono citate nell'enciclopedia e per le quali è stato implementato correttamente il template Bio. Pagina aggiornata al 24 mar 2024. |

Questa è una lista di persone presenti nell'enciclopedia che hanno il prenome Giovanni Battista e sono pittori.

## A(4)
- Giovanni Battista Alberoni, pittore e scenografo italiano (Bologna, n. 1703 - Bologna, † 1784)
- Giovanni Battista Amigazzi, pittore italiano (Verona - † 1651)
- Giovanni Battista Arnaud, pittore italiano (Valgrana, n. 1853 - Caraglio, † 1910)
- Giovanni Battista Azzola, pittore italiano (Desenzano al Serio, n. 1614 - Albino, † 1689)

## B(17)
- Giovanni Battista Bagutti, pittore svizzero (Rovio, n. 1742 - Rovio, † 1823)
- Giovanni Battista Baldi, pittore italiano (Castelnuovo del Garda, n. 1837 - Bologna, † 1920)
- Giovanni Battista Barbiani, pittore italiano (Ravenna, n. 1593 - Ravenna, † 1650)
- Giovanni Battista Barca, pittore italiano (Mantova)
- Giovanni Battista Beinaschi, pittore italiano (Fossano, n. 1636 - Napoli, † 1688)
- Giovanni Battista Benardelli, pittore, incisore e fotografo italiano (Cormons, n. 1819 - Trieste, † 1858)
- Ortolano, pittore italiano (Ferrara - † 1525)
- Giovanni Battista Bertucci il Giovane, pittore italiano (Faenza, n. 1539 - † 1614)
- Giovanni Battista Bertucci il Vecchio, pittore italiano (Faenza - Faenza, † 1516)
- Giovanni Battista Bertusio, pittore italiano (Bologna, n. 1577 - Bologna, † 1644)
- Giovanni Battista Biscarra, pittore, scultore e litografo italiano (Nizza, n. 1790 - Torino, † 1851)
- Giovanni Battista Bissoni, pittore italiano (Padova, n. 1576 - † 1636)
- Giovanni Battista Borzone, pittore italiano (Genova - Genova, † 1657)
- Giovanni Battista Botticchio, pittore italiano (Crema, n. 1619 - † 1666)
- Giovanni Brighenti, pittore italiano (Clusone, n. 1782 - Clusone, † 1861)
- Giovanni Battista Brughi, pittore italiano (Genova, n. 1660 - Roma, † 1730)
- Giovanni Battista Busiri, pittore italiano (Roma, n. 1698 - Roma, † 1757)

## C(20)
- Giovanni Battista Caccioli, pittore italiano (Budrio, n. 1623 - Bologna, † 1675)
- Giovanni Caliari, pittore italiano (Verona, n. 1802 - Verona, † 1850)
- Giovanni Battista Cantalupi, pittore italiano (Miasino, n. 1732 - Miasino, † 1780)
- Battistello Caracciolo, pittore italiano (Napoli, n. 1578 - Napoli, † 1635)
- Giovanni Battista Carlone, pittore italiano (Genova, n. 1603 - Parodi Ligure)
- Giovanni Battista Carpanetto, pittore e pubblicitario italiano (Torino, n. 1863 - Torino, † 1928)
- Giovanni Battista Casanova, pittore italiano (Venezia, n. 1730 - Dresda, † 1795)
- Giovanni Battista Casoni, pittore italiano (Lerici, n. 1610 - Genova, † 1686)
- Giovanni Battista Castagneto, pittore italiano (Genova, n. 1851 - Rio de Janeiro, † 1900)
- Battista Castello, pittore, miniatore e orafo italiano (Genova, n. 1547 - Genova, † 1637)
- Giovanni Battista Cavazza, pittore italiano (Bologna, n. 1620)
- Giovanni Battista Chiappe, pittore italiano (Novi Ligure, n. 1691 - † 1768)
- Giovanni Battista Cimaroli, pittore italiano (Salò, n. 1687 - Venezia, † 1771)
- Giovanni Battista Ciolina, pittore italiano (Toceno, n. 1870 - Toceno, † 1955)
- Giovanni Battista Cipriani, pittore e disegnatore italiano (Firenze, n. 1727 - Hammersmith e Fulham, † 1785)
- Giovanni Battista Colomba, pittore, architetto e decoratore svizzero (Arogno, n. 1638 - Varsavia, † 1693)
- Giovanni Costantini, pittore e decoratore italiano (Roma, n. 1872 - Roma, † 1947)
- Giovanni Battista Crema, pittore italiano (Ferrara, n. 1883 - Roma, † 1964)
- Giovanni Battista Crescenzi, pittore italiano (n. 1577 - † 1635)
- Giovanni Battista Cromer, pittore italiano (Padova, n. 1665 - Padova, † 1745)

## D(8)
- Giovanni Battista Bassano, pittore italiano (Bassano del Grappa, n. 1553 - Bassano del Grappa, † 1613)
- Giovanni Battista De Andreis, pittore e incisore italiano (Badalucco, n. 1938)
- Giovanni Battista Del Sole, pittore italiano (Milano)
- Giovanni Battista Derchi, pittore e decoratore italiano (San Pier d'Arena, n. 1879 - San Pier d'Arena, † 1912)
- Jean Discart, pittore italiano (Modena, n. 1855 - Parigi, † 1940)
- Giovan Battista Discepoli, pittore svizzero (Lugano - Milano)
- Giovanni Battista della Marca, pittore italiano (Montenovo, n. 1532 - Perugia, † 1592)
- Giovanni Battista della Rovere, pittore italiano (Milano, n. 1561 - Milano, † 1627)

## E(1)
- Giovanni Battista e Giuseppe Epis, pittore italiano (Gavarno, n. 1829 - Bergamo, † 1880)

## F(5)
- Giovanni Battista Ferrari, pittore italiano (Brescia, n. 1829 - Milano, † 1906)
- Giovanni Battista Fiammeri, pittore, presbitero e scultore italiano (Firenze, n. 1530 - † 1606)
- Giovanni Battista Fiorini, pittore italiano
- Giambattista Fontana, pittore e incisore italiano (Verona, n. 1541 - Innsbruck, † 1587)
- Giovanni Battista Frulli, pittore italiano (Bologna, n. 1765 - Bologna, † 1837)

## G(5)
- Giovanni Battista Gigola, pittore e miniaturista italiano (Brescia, n. 1767 - Tremezzo, † 1841)
- Giovanni Battista di Giovannofrio, pittore italiano
- Giovanni Grande, pittore italiano (Torino, n. 1887 - Torino, † 1937)
- Giovanni Battista Grassi, pittore italiano (Udine - Udine, † 1578)
- Giovanni Battista Grone, pittore e scenografo italiano (Venezia, n. 1682 - Dresda, † 1748)

## L(8)
- Giovanni Battista Lama, pittore italiano (n. 1673 - † 1748)
- Giovanni Battista Lampi, pittore italiano (Romeno, n. 1751 - Vienna, † 1830)
- Giovanni Battista Lanceni, pittore e scrittore italiano (Verona, n. 1659 - Verona, † 1737)
- Giovanni Battista Livizzani, pittore e poeta italiano
- Giovanni Battista Lodi da Cremona, pittore italiano (Cremona, n. 1520 - Cremona, † 1612)
- Giovanni Battista Lorenzetti, pittore italiano (Verona, † 1668)
- Giovanni Battista Lucini, pittore italiano (Vaiano Cremasco, n. 1639 - Crema, † 1686)
- Giovanni Battista Lusieri, pittore italiano (Roma, n. 1755 - Atene, † 1821)

## M(9)
- Giovanni Battista Maganza, pittore e poeta italiano (Calaone - Vicenza, † 1586)
- Giovanni Battista Manna, pittore e poeta italiano (Catania, n. 1570 - Roma, † 1640)
- Giambattista Mariotti, pittore italiano (Vicenza, n. 1690 - Venezia, † 1749)
- Giovanni Battista Marzuttini, pittore e musicista italiano (Udine, n. 1863 - Fauglis, † 1943)
- Giovanni Battista Mengardi, pittore e restauratore italiano (Padova, n. 1738 - Venezia, † 1796)
- Giovanni Battista Merano, pittore italiano (Genova, n. 1632 - Piacenza, † 1698)
- Giovanni Battista Mercati, pittore e incisore italiano (Borgo Sansepolcro, n. 1591 - Roma)
- Giovanni Battista Michelini, pittore italiano (Foligno, n. 1604 - † 1655)
- Giovanni Battista Monti, pittore italiano (Genova - † 1657)

## N(1)
- Giovanni Battista Naldini, pittore italiano (Firenze, n. 1535 - Firenze, † 1591)

## P(9)
- Giovanni Battista Paggi, pittore italiano (Genova, n. 1554 - Genova, † 1627)
- Giovanni Battista Parodi, pittore italiano (Genova, n. 1674 - Milano, † 1730)
- Giovanni Battista Pasqualini, pittore, intagliatore e incisore italiano (Cento, n. 1595 - † 1631)
- Giovanni Battista Passeri, pittore e biografo italiano (Roma - Roma, † 1679)
- Giovanni Battista Piazzetta, pittore italiano (Venezia, n. 1683 - Venezia, † 1754)
- Giovanni Battista Piparo, pittore italiano (Palermo - Catania)
- Giovanni Battista Pittoni, pittore italiano (Venezia, n. 1687 - Venezia, † 1767)
- Giovanni Battista Ponchini, pittore italiano (Castelfranco Veneto)
- Giovanni Battista Primi, pittore italiano (Roma - Genova, † 1657)

## Q(2)
- Giovanni Battista Quadrone, pittore italiano (Mondovì, n. 1844 - Torino, † 1898)
- Giovanni Quagliata, pittore italiano (Messina, n. 1603 - Messina, † 1674)

## R(5)
- Giovanni Battista Ragazzini, pittore italiano (Ravenna, n. 1520 - † 1591)
- Giovanni Battista Ramenghi, pittore italiano (Bologna, n. 1521 - Bologna, † 1601)
- Giovanni Battista Ricci, pittore italiano (Novara - Roma, † 1627)
- Giovanni Battista Ronchelli, pittore italiano (Castello Cabiaglio, n. 1715 - Castello Cabiaglio, † 1788)
- Giovanni Battista Rossino, pittore italiano (Cagliari, n. 1872 - Cagliari, † 1956)

## S(6)
- Sassoferrato, pittore italiano (Sassoferrato, n. 1609 - Roma, † 1685)
- Giovanni Battista Sangiorgi, pittore italiano (Castel Bolognese, n. 1784 - † 1877)
- Giovan Battista Sassi, pittore italiano (Milano, n. 1679 - Milano, † 1762)
- Giovanni Battista Scotti, pittore e decoratore italiano (n. 1776 - San Pietroburgo, † 1830)
- Giovanni Battista Semino, pittore e scultore italiano (Genova, n. 1912 - Genova, † 1987)
- Giovanni Battista Stefaneschi, pittore e presbitero italiano (Ronta, n. 1582 - Venezia, † 1659)

## T(7)
- Giovanni Battista Tagliasacchi, pittore italiano (Borgo San Donnino, n. 1696 - Castelbosco, † 1737)
- Giovanni Battista Tarilli, pittore e miniatore svizzero (Cureglia, n. 1549 - Cureglia, † 1614)
- Giovanni Battista Tempesti, pittore italiano (Volterra, n. 1729 - Pisa, † 1804)
- Giovanni Battista Tinti, pittore italiano (Parma, n. 1558 - Parma, † 1604)
- Giovanni Battista Todeschini, pittore italiano (Lecco, n. 1857 - Milano, † 1938)
- Giovanni Battista Tortiroli, pittore italiano (Cremona, n. 1621 - † 1651)
- Giovan Battista Trotti, pittore italiano (Cremona, n. 1555 - Parma, † 1619)

## U(1)
- Giovanni Battista Urbinelli, pittore italiano (Urbino, n. 1605 - Urbino, † 1663)

## V(2)
- Giovanni Battista Viola, pittore italiano (Bologna, n. 1576 - Roma, † 1622)
- Giovanni Battista Volpato, pittore e critico d'arte italiano (Bassano del Grappa, n. 1633 - Bassano del Grappa, † 1706)

## Z(1)
- Giovanni Battista Zelotti, pittore italiano (Verona - Mantova, † 1578)